# Las motitos
Las motitos es una película dramática argentina de 2020 dirigida por Inés María Barrionuevo y Gabriela Vidal. Basada en la novela Los chicos de las motitos de Vidal, narra la historia de una pareja adolescente que debe afrontar un embarazo no deseado. Está protagonizada por Carla Gusolfino, Ignacio Pedrone y Carolina Godoy. La película se estrenó mundialmente el 27 de noviembre de 2020 durante el Festival Internacional de Cine de Mar del Plata, mientras que su estreno comercial fue el 12 de marzo de 2021 por Flow.

## Sinopsis
Sigue la vida de Juliana, una adolescente que está a punto de cumplir 15 años, sin embargo, un día se realiza la prueba de embarazo, la cual da positivo. Ante esto, ella cuenta con el apoyo de su novio Lautaro y a la vez quiere abortar, pero los dilemas familiares se interpondrán.

## Elenco
- Carla Gusolfino como Juliana
- Ignacio Pedrone como Lautaro
- Carolina Godoy como Florencia
- Erika Cuello como Ana
- Catalina Pereira como Jose
- Miguel Ángel Simmons como «Negro»
- Nicolás Cucinelli como Tío
- Dante Turchetto como Hermano de Lautaro
- Martina López Vidal como Eni
- Gabino Penillas como Papá de Juliana
- Alan Cabanillas como «Hueso»

## Recepción

### Comentarios de la crítica
Diego Brodersen de Página 12 señaló que la película está «apoyada en un reparto que nunca desentona, Barrionuevo y Vidal construyen un pequeño universo lleno de humanidad, duro pero nunca cruel». Ezequiel Boetti de Otros cines reconoció la actuación de Gusolfino como «extraordinaria» y que «el primer gran mérito de Las motitos es la naturalidad de su registro».
En una reseña para Tomatazos, Alex de León escribió «la directora argentina Inés María Barrionuevo, nos entrega un sensible y entrañable relato juvenil», cuyo guion elaborado por Vidal «logra contar una historia que parte de emociones universales y de una cotidianeidad que podría vivir cualquier chica adolescente en diversas partes del mundo». Bruno Calabrese de Sólo fui al cine expresó «la cautivadora historia, junto con la cercanía que uno puede experimentar con cada uno de los personajes, convierten a Las motitos en una película llena de vitalidad y corazón».

### Premios y nominaciones
| Lista de premios y nominaciones | Lista de premios y nominaciones                 | Lista de premios y nominaciones   | Lista de premios y nominaciones         | Lista de premios y nominaciones | Lista de premios y nominaciones |
| Año                             | Organización                                    | Categoría                         | Nominado/a(s)                           | Resultado                       | Ref(s)                          |
| ------------------------------- | ----------------------------------------------- | --------------------------------- | --------------------------------------- | ------------------------------- | ------------------------------- |
| 2020                            | Festival Internacional de Cine de Mar del Plata | Mejor sonido                      | Atilio Sánchez                          | Ganador                         | [ 10 ]                          |
| 2020                            | Festival Internacional de Cine de Mar del Plata | Mejor actriz argentina            | Carolina Godoy                          | Ganadora                        | [ 10 ]                          |
| 2021                            | Festival de Málaga                              | Mejor película iberoamericana     | Las motitos                             | Ganadora                        | [ 11 ]                          |
| 2021                            | Festival de Málaga                              | Mejor actriz                      | Carla Gusolfino                         | Ganadora                        | [ 11 ]                          |
| 2021                            | Premios Cóndor de Plata                         | Revelación femenina               | Carla Gusolfino                         | Nominada                        | [ 12 ]                          |
| 2021                            | Premios Cóndor de Plata                         | Mejor guion adaptado              | Gabriela Vidal                          | Nominada                        | [ 12 ]                          |
| 2021                            | Festival Audiovisual Bariloche                  | Mejor película - Sección nacional | Las motitos                             | Ganadora                        | [ 13 ]                          |
| 2021                            | Festival Audiovisual Bariloche                  | Mejor actriz                      | Carla Gusolfino                         | Ganadora                        | [ 13 ]                          |
| 2021                            | Festival Audiovisual Bariloche                  | Premio PCI                        | María Inés Barrionuevo y Gabriela Vidal | Ganadoras                       | [ 13 ]                          |
| 2021                            | Festival Audiovisual Bariloche                  | Mención especial - Colorista      | Gonzalo Greco                           | Ganador                         | [ 13 ]                          |
| 2021                            | Festival Internacional de Cine Luz del Desierto | Mejor película nacional           | Las motitos                             | Ganadora                        | [ 14 ]                          |
| 2021                            | Festival de Cine Latinoamericano de La Plata    | Mejor película                    | Las motitos                             | Ganadora                        | [ 15 ]                          |